# Saint-Firmin-des-Prés
Saint-Firmin-des-Prés – miejscowość i gmina we Francji, w Regionie Centralnym, w departamencie Loir-et-Cher.
Według danych na rok 2008 gminę zamieszkiwało 789 osób, a gęstość zaludnienia wynosiła 57 osób/km².